# Українська греко-католицька церква в СРСР

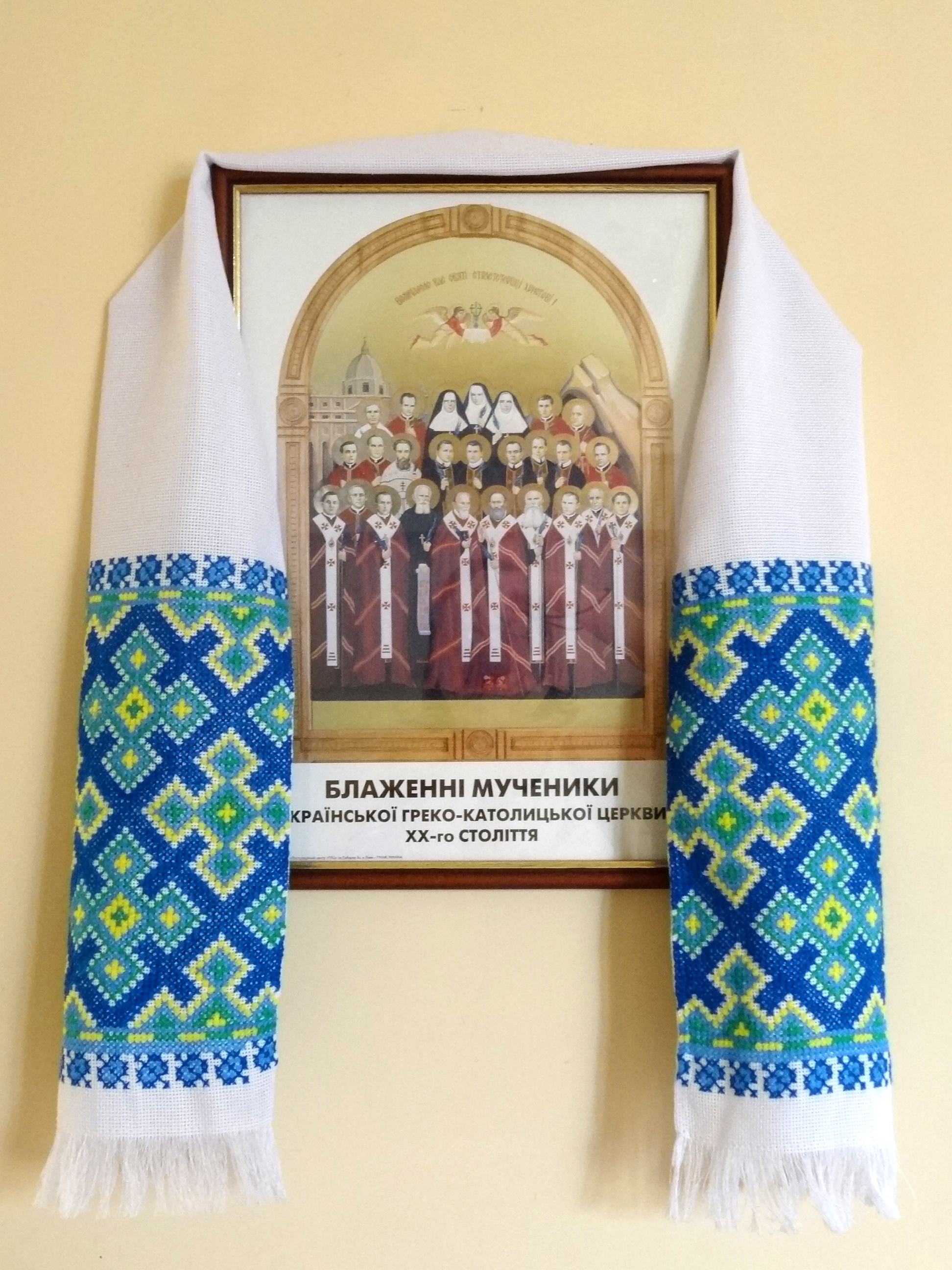
Мученики УГКЦ XX-го ст. на картині у храмі в Вінниці - fot. Iвонна Новiцка

## Спроби ліквідації церкви у 1939-41 роках
Російська імперія систематично здійснювала спроби ліквідації Берестейської унії ще за часів поділу Речі Посполитої у XVIII столітті. Радянська влада, не приховуючи своїх намірів, поновила ці спроби після окупації західноукраїнських земель у вересні 1939 р., що до цього входили до складу Польщі.
Пропагандистський наступ супроти греко-католицької церкви розпочав журнал «Комуніст», який 9 жовтня 1939 року звинуватив її структури у співпраці з «польською буржуазією» та антирадянській агітації. В той же час було закрито 20 греко-католицьких видань і розпочато вилучення релігійної літератури з бібліотек і книгарень. Були закриті семінарія і монастирські новіціати. 22 жовтня 1939 обрані на псевдодемократичних виборах Народні збори України проголосували за декрет про націоналізацію всіх греко-католицьких будов, включно із церквами і монастирями. Функціонування греко-католицьких організацій було заборонено, а священики проголошені «суспільно непридатними» i обкладені високими податками, до 15 тисяч рублів щорічно. Митрополит особисто зустрічався з Микитою Хрущовим з приводу тих обтяжень, досягнувши невеликого послаблення.
Митрополит Андрей Шептицький видав 9 жовтня 1939 пастирський лист, в якому підкреслив трудність нової ситуації для церкви і підкреслив необхідність виховання дітей та молоді в дусі греко-католицької віри. Кількома місяцями пізніше він звернувся до священиків, щоб відкрито не виступали на боці жодної з політичних сил, аби уникнути подальших репресій. Шептицький дозволив також відправляти служіння у приватних будинках і пом'якшив засади відпущення для ченців на перебування поза монастирем. Проте насправді темп атеїзації суспільства не відповідав сподіванням сталінської влади, що й схилило владу до підвищення видатків на антирелігійну кампанію, яка провадилася засобами зв'язку, комсомолом і Спілкою войовничих безвірників. Збільшено і натиск на школи з вимогою введення у програми атеїстичних предметів, а також було проголошено робочими днями традиційні релігійні свята.
Паралельно з атеїстичною кампанією також почалися спроби впровадження впливу на Галицьких теренах Російської православної церкви. 17 жовтня 1939 Пантелеймон Рожновський був призначений єпископом Гродненським з дорученням проводити місіонерську діяльність в Західних Білорусі та Україні. В середині наступного року Микола Ярушевич став екзархом волинським. 28 жовтня 1940, незважаючи на опозицію навіть православних ієрархів, що застерігали від труднощів при можливій акції релігійного навертання, московський патріархат виразно задекларував бажання ліквідувати греко-католицизм.
Експансія Російської православної церкви та атеїзація краю була перервана початком німецько-радянської війни 22 червня 1941 року.

## Поновлення наступу на УГКЦ у 1944—1945

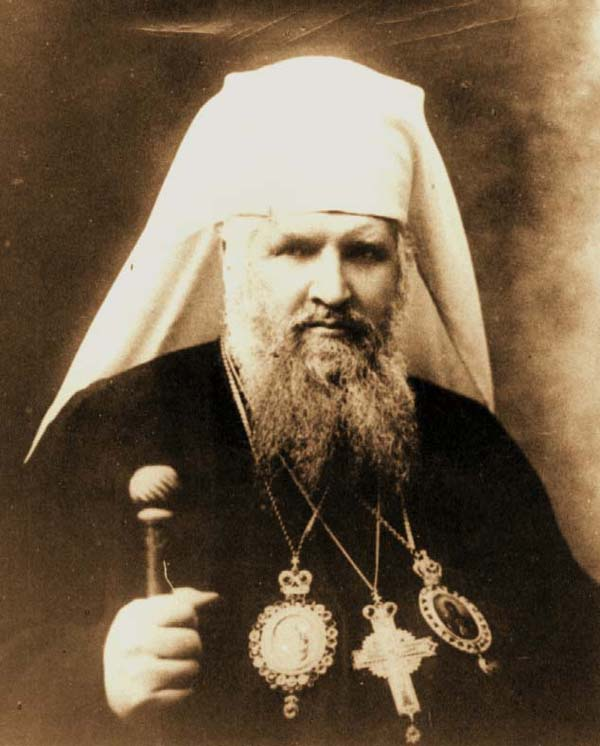
Митрополит Андрей Шептицький

Влітку та восени 1944 року радянська армія зайняла Східну Галичину, а також Закарпаття з греко-католицькою єпархією в Мукачево-Ужгороді, а невдовзі розширило гегемонію і на всі прилеглі території, де мешкали українці-уніати — Ряшівщину, Лемківщину та Пряшівщину. У листі до кардинала Тісеранта (березнь 1944) Шептицький висловлював великі побоювання у зв'язку з поверненням радянських окупантів. Спочатку радянська влада не приділяла уваги питанням атеїзації. Зокрема було дозволено урочисто поховати Шептицького, який помер 1 листопада того ж року та участь в похороні представників нової влади. Проте вже в квітні 1945 Й. Сталін затвердив план з 10-ти пунктів, опрацьований діячами української компартії, котрий закладав ліквідацію Греко-католицької церкви та посилення православних структур в Україні. Поновилися атаки на священиків у пресі. Радянська преса атакувала цілу історію та традиції Греко-католицької церкви, а також поновила звинувачення у націоналізмі та організації антирадянського руху опору. Особливо відзначився своїми статтями Ярослав Галан, працівник журналу Вільна Україна.
11 квітня 1945 р. НКВС заарештував митрополита Йосипа Сліпого, наступника Шептицького, а також 4 галицьких єпископів: Григорія Хомишина, Івана Лятишевського, Никиту Будку i Григорія Лакоту. В час, коли єпископи та інші духівники, які відмовились від «переходу» на православ'я, були звинувачені в уявних політичних злочинах і заслані до концтаборів (де жоден, окрім митрополита не вижив), НКВС створило «добровольчий» рух «возз'єднання» (рос. воссоединения) з Російською Православною Церквою. Цей рух, окрім удаваної опори на священиків, що добровільно прагнули об'єднання, спирався також на офіційну підтримку священиків, яких змушували до цього, зокрема і тортурами. Майже одразу після завершення арештів ієрархів Російська православна церква призначила Михайла Оксюка єпископом Львівським і Тернопільським, виразно рекомендувавши скоординувати свої дії з «рухом народних мас за об'єднання Церкви».

### «Ініціативна група»
28 травня була створена так звана «Ініціативна група з возз'єднання Греко-католицької церкви з Православною», на чолі якої став священик Гаврило Костельник. Цього дня було написано два листи. Перший був звернений до уряду радянської України з проханням схвалення і визнання права Групи для проведення «об'єднувальної» кампанії. Другий лист інформував греко-католицьке духовенство про те, що група була створена «за бажанням народних мас» i «не визнає жодного адміністративного керівництва Греко-католицької церкви». 18 червня 1945 Павло Ходченко, республіканський уповноважений Ради Російської православної церкви, відповів від імені уряду УРСР, визнаючи «Ініціативну групу» як єдиний тимчасовий церковний орган адміністрації, уповноважений керувати всіма справами греко-католицьких парафій, які тоді існували на теренах Західної України — і здійснення справи возз'єднання з Російською православною церквою.
Ініціативна група була уповноважена «узгоджувати з урядом всі правові питання, пов'язані з керуванням греко-католицькими парафіями». Лист також інструктував Ініціативну групу надсилати Ходченку «списки всіх деканів, ректорів та настоятелів, котрі відмовилися визнати юрисдикцію Ініціативної групи». Лист Ходченка є єдиним офіційно опублікованим документом, що підтверджує безпосередню участь уряду в процесі знищення уніатської церкви. Формально, однак, ця акція не узгоджувалась навіть з положеннями радянської конституції та тогочасного законодавства стосовно релігії.
Проти розпорядження Ходченка запротестувала група греко-католицьких ієрархів, що залишалися ще на волі, на чолі з архімандритом Климентом Шептицьким. У листі до Вячеслава Молотова вони посилались на положення в радянському праві про свободу віросповідання, вказували на маніпулювання фактами з історії Греко-католицької церкви, до яких припускалася «Ініціативна група», домагалися звільнення митрополита Сліпого та інших ув'язнених духівників. Одночасно запевняли, що греко-католики не мають наміру проводити антиурядову діяльність. Однак ці дії не принесли жодних результатів. НКВС і надалі проводив арешти священиків, особливо звертаючи свою увагу на василіянів. До кінця червня кількість ув'язнених перевищила 200 осіб.
«Ініціативна група» провадила також так зване «політичне перевиховання» греко-католиків. У серпні 1945 р. було розповсюджено 5 тис. екземплярів брошури Костельника антипапського характеру, що засуджувала Берестейську унію та закликала до переходу на російське православ'я. Під час багатьох приватних зустрічей зі священиками Костельник стверджував, що справа обмежиться лише формальним переходом під Російську православну церкву, але буде збережена можливість відправляти обряди без жодних змін, і що тільки такий вихід є найкращим для вірян. Одночасно представники «Ініціативної групи» систематично інформували владу про священиків, які опиралися переходу. Ці священики, — оскільки вони не погодилися на підписання документу, що свідчив про їхній перехід у православ'я — були не тільки автоматично усунуті зі своїх парафій, але й найчастіше також арештовані. Таке поєднання різних форм тиску «Ініціативна група» вважала ефективним — у жовтні 1945 Костельник оцінював, що до кінця року максимум лише сотня священиків буде негативно ставитися до «реуніфікації». Але він визнавав, що серед осіб, які погодилися на перехід, є багато таких, хто вчинив це через страх або прагнучи продовжити свою душпастирську діяльність під приводом підкорення владі.
Роботу ініціативної групи особисто контролював тодішній голова КПУ Микита Хрущов. Про це свідчить, зокрема, його лист від 17 грудня 1945 р. Й. Сталіну, в якому писалося:

| Перебуваючи в Москві, я інформував Вас про виконану роботу з метою знищення уніатської церкви та про перехід уніатського духовенства до православної церкви. У результаті проведеної роботи серед уніатських священиків була утворена "ініціативна група"… Передаючи документи співробітнику НКВС та референту з конфесійних питань при Раднаркомі УРСР Даниленку, вони попросили, щоб, в разі позитивного вирішення питання, лист до Раднаркому не публікувався доти, доки вони не розішлють по єпархіях другий документ. Усі документи розробляли церковники, наші люди в диригуванні цих документів жодної участі не брали. |
| |

## Львівський собор 1946 року
Кульмінація «об'єднувальної» кампанії настала на так званому Львівському соборі в березні 1946 р., коли збори обраних ієрархів «анулювали» Берестейську унію (цей з'їзд не був узгоджений з канонічним правом). Крім того, що сталінська влада ніколи формально не ліквідувала Греко-католицьку церкву, до 1949 р. насильно влито в Російську православну церкву Греко-католицьку церкву на Закарпатті, та аналогічно здійснено «об'єднання» в греко-католицькій єпархії Пряшева у східній Словаччині. У 1948 р. ліквідовано унію в Румунії та запроваджено православ'я також в 10 українських греко-католицьких парафіях в районах, що межували із Закарпаттям. Греко-католицька церква була де факто також скасована в Польщі в 1947—1949 рр.
Греко-католицька церква в УРСР після II світової війни була представлена 4 єпархіями з 2326 парафіями, понад 4000 храмів і близько 3,5-4 млн вірян. Душпастирські послуги надавали 8 єпископів та близько 2400 священиків. 4 єпархії утримували богословські академії, 4 духовні семінарії з 565 слухачами, а також 35 чоловічих монастирів з 155 ченцями та 347 браттями і 123 жіночі монастирі з 979 черницями.
Насильницьке «об'єднання» не закінчило існування Греко-Католицької Церкви. Вижила вона у формально православних структурах як «підпільна» Уніатська церква, в ГУЛАГу, у вигнанні і в підпіллі на теренах Західної України. Однак право на легальне функціонування отримала лише на переломі 1989—1990 рр.

## Греко-Католицька Церква після смерті Сталіна
Смерть Сталіна в березні 1953 р., боротьба за владу після нього та кампанія так званої десталінізації розпочата Микитою Хрущовим мали значний вплив на Українську греко-католицьку церкву. Через кілька місяців після смерті диктатора, митрополит Йосип Сліпий, для котрого 8-річний вирок закінчився в квітні 1953 р., за наказом Берії, був переведений з табору в Мордовії до Москви. Шукаючи союзників в боротьбі за владу в Україні та в інших неросійських республіках, Берія виступив проти русифікації Західної України. Його посланці розпочали таємні переговори з Й. Сліпим стосовно нормалізації стосунків з Ватиканом та легалізації Греко-католицької церкви на Західній Україні. Розмови з митрополитом були раптово перервані після арешту Берії. Й. Сліпий не прийняв пропозиції КДБ про зречення від вірності Папі Римському взамін на волю і високе положення в Російській православній церкві, був знову засуджений до заслання в Красноярський край, де перебував в незрозумілому статусі напівв'язня аж до наступного арешту у 1958 р. У 1955-1956 рр, у зв'язку з ліквідацією Хрущовим системи таборів ГУЛАГ, кількасот греко-католицьких священиків і ченців було звільнено з таборів та дозволено їм повернутися в Західну Україну.
Серед них були два єпископи: Миколай Чарнецький, який повернувся до Львова, та Іван Латишевський, єпископ помічник з Станиславівської єпархії, який повернувся до Станіслава (нині Івано-Франківськ). Хоч їм і була заборонена душпастирська діяльність, вони продовжили свої єпископські обов'язки, висвятивши певну кількість священиків. Оскільки багато греко-католицьких священиків, котрі формально служили як священики православні, звернулися до єпископів з проханням про розгрішення і повторне прийняття їх в лоно Греко-католицької церкви, в 1956 р. єпископ Чарнецький ухвалив рішення, щоб вони продовжували надавати душпастирські послуги вірянам в Православній церкві, таємно належачи до Греко-католицької церкви. Таким чином, нелегальна Греко-католицька церква, не маючи жодної можливості легально служити вірним, формально утвердила свою присутність в Православній церкві завдяки «підпільному» греко-католицькому духовенству, — та навіть поповнюючи, певною мірою, ряди своїх священиків в «підпільних» греко-католицьких духовних семінаріях.

## Нове загострення курсу щодо Греко-Католицької Церкви
Десталінізація, так само як і перетворення Греко-Католицької Церкви в Польщі в 1956-1957 рр., повернули надію на повторну легалізацію Греко-католицької церкви в Західній Україні. Надійшла величезна кількість спонтанних звернень від вірян стосовно легалізації, а в декількох парафіях відбулись відмови від православ'я. Опублікування в грудні 1957 р. резолюції, прийнятої на конференції деканів Львівської єпархії, яка відбулася в Почаївській лаврі в жовтні, знівечило ті надії. Резолюція виразно підкреслила, що ставлення радянського уряду до Української Греко-Католицької Церкви не змінилося, і надалі вона трактована як знаряддя в руках «ворогів вітчизни».
Скоріш, недвозначним сигналом загострення лінії поведінки влади стосовно Греко-Католицької Церкви, був арешт весною 1958 р. засланого митрополита Й. Сліпого під приводом нелегальних контактів з духовенством і передачі пастирських та інших листів. Після тривалих слухань в червні 1959 р. на закритому процесі в Києві йому було присуджено додаткові 7 років ув'язнення. І лише розмови між Папою Іоанном XXIII та М. Хрущовим в 1961-1963 рр. принесли звільнення митрополита з ув'язнення в кінці січня 1963 р. 4 лютого 1963 р., після таємного призначення Василя Величковського єпископом-екзархом Львова, Й. Сліпий залишив Москву й вирушив до Риму. Але ватикансько-московське зближення не покращило становища Греко-Католицької Церкви в Україні — дуже швидко поновилися репресії проти наявних у підпіллі уніатських єпископів та духовенства.
Відносне покращення стосунків збіглося в часі з кінцевою фазою «десталінізації» радянської антирелігійної політики, яку проводив Хрущов, головною метою котрої наприкінці 50-х рр. стала Російська Православна церква. Перед зміщенням Хрущова в кінці 1964 р. було закрито багато православних святинь, монастирів та духовних семінарій.
Вишукуючи способи приязні з Кремлем, Московський патріархат відновив свої функції натхненника та захисника радянської закордонної політики. Російська Православна Церква в 1960 р. вступила до Всесвітньої ради церков і започаткувала контакти з Ватиканом. Істотним пунктом у стосунках патріархату з Ватиканом стала нелегальна в СРСР Українська Греко-католицька церква. Найбільшою метою Москви в цьому сенсі була відмова папи від греко-католиків, що призвело би до «справжнього» зближення поміж російським православ'ям та католиками. Завданням мінімумом було збереження статус-кво і утримання Ватикану від ухвалення легалізації Греко-католицької церкви у світовому масштабі.
Московський патріархат сподівався, що зближення з папою нейтралізували б натиски греко-католицьких еміграційних кіл на Ватикан, і одночасно здеморалізували би підпільну Церкву в Україні. В обох випадках патріархат досяг кілька успіхів під час понтифікату Павла VI, котрий збігся з періодом врядування Леоніда Брежнєва.

## Брежнєвський період
Греко-католицьке духовенство, не знищене дисциплінарними санкціями в 1965-1966 рр., в середині 1966 р. почало правити в неділі та найважливіші свята служби в недіючих церквах в Західній Україні, перевіряючи як такі дії будуть сприйняті владою. До серпня 1967 р. близько 200 церков було в такий спосіб відкрито українськими католиками в Галичині, а велика кількість «прийнятих» у лоно Православної церкви священиків таємно шукала можливість повернення до лона Греко-Католицької Церкви.
Численні звернення стосовно легальної реєстрації українських греко-католицьких парафій були відкинуті владою. У липні 1967 р. львівський відділ КДБ і окружний комісар Ради в справах релігій заявили єпископу Величковському, що:
- дії греко-католицького духовенства (відкривання церков, публічне відправлення служб, проповідування) є поза законом і винні будуть одразу зі всією суворістю покарані;
- греко-католицькі парафії не можуть бути зареєстрованими, оскільки Греко-католицька церква, на думку влади, була союзником німців, — і як підривна, скомпрометована і засуджена народом структура, була ліквідована;
- українські греко-католики можуть ходити до римо-католицьких костелів;
- навіть під іншою назвою, напр. католики східного обряду, греко-католики не будуть зареєстровані та визнані, оскільки немає закону, який би санкціонував такі кроки.

Та, незважаючи на ці застереження, більшість активного духовенства відкрито продовжували душпастирську діяльність. Відновлення легалізації Греко-католицької церкви в сусідній Чехословаччині в червні 1968 р. (що не було відмінено після радянського вторгнення в серпні) та пізніше повернення більшості парафій, відданих в 1950 р. підтримуваній урядом Православній церкві, підбадьорило греко-католиків у Галичині та схилило кардинала Й. Сліпого до надсилання в 1968 р. меморандуму до Президії Верховної Ради України із закликом до легалізації Церкви. Зустріч голови Верховної Ради СРСР Миколи Підгорного з Папою Павлом VI 30 червня 1969 р. також спричинило до виникнення марних, як виявилося, сподівань на швидкий перелом в ватикано-радянських переговорах стосовно легалізації Греко-католицької церкви.
Але, подібно як у 1957 р., перспектива того, що УГКЦ вийде з підпілля, змусила Російську Православну Церкву в 1968 р. вимагати від влади запевнення недопущення цього. У жовтні 1968 р. почалася нова хвиля репресій проти Української Греко-католицької церкви. Її кульмінацією в 1968-1969 рр. був арешт і ув'язнення єпископа Величковського та двох підпільних священиків. У провінції порожні церкви, використовувані греко-католиками, нищилися місцевою владою або використовувалися для різних світських цілей; декілька було перетворено в музеї атеїзму. В деяких місцевостях дійшло до сутичок між міліцією та вірянами, а в кількох випадках віряни були брутально побиті або тимчасово затримані міліцією. На священиків, помічених при відправленні служби, накладалися штрафи.
Ця відновлена хвиля репресій збіглася в часі з атакою Москви на політичні виступи в Україні, проявом яких була підтримка українськими дисидентами відновлення Греко-Католицької Церкви. Початок 1970-х рр. також характеризувався значним ростом наклепницьких і залякувальних публікацій в засобах масової інформації.
Нові атаки поділили греко-католицьке духовенство щодо перспектив легалізації їхньої церкви. Багато з них вважало, що режим ніколи не визнає Церкви і що можливе «компромісне» розв'язання, згадуване функціонерами КДБ під час допитів. Але це був тільки підступ, що мав на меті скасування, розділення і деморалізацію підпільної Церкви. Інші в подальшому шукали якогось modus vivendi та сподівалися на якийсь ватикансько-московський розв'язок, котрий би сприяв визнанню статусу Греко-католицької церкви.
В 1972-1973 рр. українські католики надіслали до уряду багато заяв стосовно легалізації Церкви, однак страх перед репресіями ускладнював збирання підписів. Петиція, завезена до Москви в лютому 1973 р. делегацією під керівництвом o. Володимира Прокопіва налічувала 1200 підписів.
Ініціатива отця Прокопіва, котрий замахнувся зареєструвати Церкву під тими умовами, не знайшла великої підтримки серед уніатського духовенства. Ті пропозиції виглядали як ще одна спроба розлому Церкви зсередини. Заключний акт Організації з безпеки і співробітництва в Європі (ОБСЄ) в Гельсінкі в серпні 1975 р. означав важливий крок на шляху встановлення міжнародного контролю прав людини в СРСР, особливо свободи віросповідання. Для підпільної уніатської церкви, найбільшої забороненої релігійної групи в Радянському Союзі, гельсінський процес, зі своїми регулярними оглядовими конференціями, залученням незалежних контрольних органів за кордоном і неформальних гельсінських груп в СРСР (українська група була створена в листопаді 1976 р.), відкрив шлях до інтернаціоналізації Греко-католицької церкви. Починаючи від конференції в Белграді наприкінці 1977 р., питання порушення релігійних прав українських греко-католиків постійно безпосередньо чи побічно піднімалося у виступах та документах американської, канадської, ватиканської делегацій та делегацій інших західних країн, чинячи на радянський уряд відчутний тиск.
Наприкінці весни 1978 р. здійснено ще одну спробу, найімовірніше в результаті пропозиції української влади, знаходження розв'язання за формулою «Римо-католицька церква східного обряду». Ініціативна група накреслила статут такої Церкви, пропонуючи, щоб її главою був визначений Папою римо-католицький єпископ з Литви, тим самим прагнучи обмежити діяльність духовенства до літургії та обрядів (фінанси і адміністрування парафіяльних справ повинні були здійснюватися світськими парафіяльними консультативними радами, як це було ґарантовано радянським законодавством в сфері «вірувань»).
5 червня 1978 р. проєкт статуту був запропонований Раді в справах релігій в Москві, однак цей процес не отримав подальшого розвитку. Навіть, якщо би влада не зволікала з відповіддю, непевність щодо майбутнього напрямку ватиканської «східної політики» могла би незабаром визначити долю проекту. 6 серпня 1978 р. помер папа Павло VI. Після раптової смерті 29 вересня того самого року його наступника — Івана Павла І, черговим папою став 16 жовтня 1978 р. Іван-Павло II.

## Іван Павло II та конфронтація в справі Греко-католицької церкви
Сходження на Святий Престол Івана Павла II означало запровадження Ватиканом політики підтримки Української греко-католицької церкви. Побоювання радянської влади щодо намірів нового папи були підтверджені опублікуванням листа до кардинала Йосипа Сліпого, написаного 19 березня 1979 р., котрий стосувався 1000-ліття Хрещення Русі, що припадало на 1988 р. У своєму листі Іван Павло II підкреслив збереження актуальності Берестейської унії, складав шану українському греко-католицькому єпископату, духовенству та вірянам, котрі зазнали несправедливості і переслідувань в ім'я Христа і продемонстрували віру в Бога і Церкву. Побічно скеровуючи свої слова до радянського уряду, папа посилався на Загальну декларацію прав людини, закликаючи владу дозволити кожному вірянину сповідувати його власну віру, як і участі в суспільному житті Церкви, до котрої дана особа належить.
Лист папи до Й. Сліпого викликав потрясіння та неспокій в ватиканському Секретаріаті в справах Християнської єдності, під тодішнім керівництвом кардинала Йоханнеса Віллебрандса, так само спровокувавши ворожу реакцію Москви. Московський патріархат відразу відклав богословську зустріч з Римо-католицькою церквою в Одесі, а 4 вересня 1979 р. представник патріархату, відповідальний за закордонні стосунки, митрополит Ювеналій, написав до кардинала Віллебрандса, погрожуючи «публічною критикою», якщо Віллебрандс якнайшвидше не пояснить «точного призначення» папського послання до Й. Сліпого. Незаспокоєна дипломатичною відповіддю Віллебрандса Москва запротестувала знову після того, як Іван Павло II в 1980 р. скликав Надзвичайний світовий синод українських єпископів, на котрому затвердив вибір архієпископа Мирослава Любачівського на коад'ютора з правом правонаступництва після архієпископа Львова, Й. Сліпого, таким чином забезпечуючи наступність греко-католицької метрополії в Галичині. Подальше загострення стосунків на лінії Москва-Ватикан сталося, коли синод українських єпископів знову зібрався в Римі, де 2 грудня 1980 р. прийняв постанову, котра однозначно і чітко визначила Львівський собор 1946 р. як канонічно нечинний і недійсний.
Протест Патріарха викликав широку дискусію в курії на тему пріоритетів в політичних та екуменічних стосунках Ватикану з Москвою і впливу московського незадоволення на позицію Римо-католицької церкви в радянському блоці. Відповідь папи була надіслана 24 січня 1981 р. і була компромісом, котрий не міг задовольнити ані патріархату, ані українських греко-католиків: Апостольська столиця, виражаючи незмінну позицію, що визнає права Української греко-католицької церкви, вболівала, щоб заява спочатку опинилася в пресі, i з'явилася можливість перегляду документів. З тієї ж причини Рим негайно повідомив всі нунціатури в країнах, де проживали громади українських греко-католиків, про те, що ті тексти не отримали схвалення та не мали офіційного характеру.
Ситуація в радянській пресі навесні 1980 р. не залишала сумнівів, що Іван Павло II розглядається як зручний і грізний ворог. Тому й було розгорнуто антипапську та антиуніатську кампанію, котрою в Україні керував Леонід Кравчук. Він поінформував конференцію православних єпископів, що влада в Україні розпочала масові пропагандистські акції і здійснила адміністративні заходи з метою поборення підтримуваної Ватиканом «націоналістично-релігійної підривної акції».

## Перехідний період
Останні роки правління Брежнєва та перехідні врядування Юрія Андропова і Костянтина Черненко характеризувалися ростом політичного контролю, атакуванням будь-яких проявів ідеологічних відхилень та ескалацією так званої контрпропаганди таким впливам ззовні, як: націоналізм, католицизм, релігійний фундаменталізм, сіонізм та американський імперіалізм. В той час, коли поступово наставало «патріотичне» зближення між Кремлем і Російською православною церквою, заборонена Українська греко-католицька церква зазнала чергової хвилі репресій. Протягом першої половини 1980 р. вбито трьох уніатських священиків, а на початку 1981 трьох інших було ув'язнено. В той же час радянські спецслужби застосовували нові, вишуканіші методи проникнення та маніпулювання з метою поділу підпільної Церкви і порушення її надійності за кордоном.
Також на початку 1980-х років деякі священики та зацікавлена світська молодь вжили зусиль для розповсюдження за кордоном інформації про драматичне становище уніатів та їх дії для утвердження Церкви. У вересні 1982 під орудою Йосипа Терелі сформувалася «Ініціативна Група в справі захисту прав віруючих та Церкви». Після арешту Терелі і засудження його до позбавлення волі на один рік у грудні 1982, керівництво перейшло до Василя Кобрина, котрий в свою чергу був засуджений до 3-х років примусових робіт у листопаді 1984. Від початку 1984 Група почала нерегулярно розповсюджувати бюлетень «Хроніка Католицької церкви на Україні», в основному підготовлений Йосипом Терелею.
Однією з причин появи бюлетеню, крім негативної атмосфери довкола руху за легалізацію Української греко-католицької церкви, було почуття кризи, що поглиблювалася в підпільній Церкві. Джерелом цієї кризи було старіння та вимирання священиків, котрі були навчені в «нормальних» умовах (перед нищенням Церкви), та не могли бути заміщені такою ж кількістю добре підготованих молодих священиків. Іншим приводом було те, що протягом майже 40 років прибувало щораз більше «криптокатоликів», котрі відвідували православні храми. Серед них працювала нова генерація ортодоксальних священиків, котрі не виховувалися в уніатській традиції та поступово відштовхувалися від Української греко-католицької церкви і могли не повернутися до неї, доки та була в підпіллі і не отримала визнання режиму.
7 вересня 1984 в Римі помер кардинал Й.Сліпий. Його наступником став, як заплановано, архієпископ Мирослав Любачівський, котрого 25 травня 1985 папа Іван Павло II призначив кардиналом.

## Стан УГКЦ на початку правління Горбачова
Зайняття найвищого поста в партійному керівництві Михайлом Горбачовим і початок «перебудови» принесли багато політичних поступок. В 1986-1987 роках майже всі українські політичні та релігійні в'язні були звільнені і довели, що є основою відновленого руху за людські, національні та релігійні права в Україні.
У той час, як зменшувалося побоювання перед масовими політичними репресіями, підпільна Церква ставала сміливішою і помітнішою. Опробовуючи межі реформ Горбачова, відновила активність Ініціативна Група, назва якої наприкінці 1987 — після виїзду Й.Терелі в Канаду — була змінена на «Комітет захисту Української католицької церкви», на чолі котрого став недавно звільнений з ув'язнення політичний дисидент Іван Гель.
Комітет розпочав видавати нецензурований журнал «Християнський голос», замість «Хроніка». Користуючись настанням «гласності», українські католицькі діячі організували кампанію повернення Церкві довоєнного статусу — відправляли публічні служби для великої кількості греко-католицьких вірян, особливо в місцях паломництв, збирали підписи під вимогами відновлення греко-католицьких церков, повної реабілітації та леґалізації Церкви, заохочували до публічної конфронтації з владою в сфері конституційного права українських католиків на релігійне визнання. Використовуючи підтримку неукраїнських дисидентських груп в Радянському Союзі, Комітет почав також надавати західним засобам масової інформації письмові та записані аудіо та відеокасети доказів існування масової підтримки для відновлення Греко-католицької церкви, а також свідчення про репресії щодо неї з боку радянських властей.
На початку серпня 1987 група українських греко-католицьких священиків, ченців та світських осіб, серед яких були єпископи Павло Василик і Іван Семедій оголосила, що «виходить з підпілля», та закликала Папу Римського, щоб він «підтримав всіма можливими способами легалізацію Української греко-католицької церкви в СРСР». Незабаром інші українські католицькі єпископи, з-поміж інших митрополит Володимир Стернюк зі Львова та єпископ Софрон Дмитерко з Івано-Франківська, долучилися до бажаючих леґалізації. Папа Іван Павло II багаторазово висловлювався стосовно українських католиків в СРСР, великі сподівання було пов'язано з майбутніми урочистостями з нагоди 1000-ліття хрещення України-Руси.
Папа святкував тисячоліття спільно з достойниками Української греко-католицької церкви і пілігримами в Римі в липні 1988. Свій приїзд він узалежнив від можливості складання пастирського візиту в Українській греко-католицькій церкві, а також зажадав символічної плати за надсилання делегації високого рангу на урочистості в Москві та Києві — офіційної зустрічі між кардиналами Агостіно Казаролі і Йоханнесом Віллебрандсом, та делегацією Української греко-католицької церкви під керівництвом єпископів Филимона Курчаби i Павла Василика, котра мала відбутися в Москві 10 червня.
17 вересня 1988 владика Павло Василик був запрошений до Москви, де за круглим столом обговорено справи пов'язані з УКГЦ в СРСР. Учасниками цієї зустрічі також були четверо американських сенаторів і представники Верховної Ради СРСР.
Однак радянські можновладці в Москві та в Україні, котрі довго заперечували існування Української греко-католицької церкви, відкинули ініціативи стосовно леґалізації. Радянський прес-секретар аргументував, що леґалізація є внутрішньою справою Російської православної церкви, а та — проти яких-небудь змін існуючого становища в Західній Україні. Посадовці заявили, що Українська греко-католицька церква не є релігійною організацією, а «чисто політичною», «націоналістичною» і «сепаратистською» і тому не підлягає реєстрації як віросповідання — і надалі стверджувалося, що Уніатська церква підтримує націоналістичних лідерів в Україні й за кордоном.
Російська православна церква, становище якої від 1987 значно покращилося, і в країні, і за кордоном, висловлювалась проти скасування сталінської заборони на діяльність греко-католицької церкви, а також проти виходу примусово «приєднаних» до Московського патріархату уніатських єпархій та парафій в Галичині та Закарпатті.
Улітку 1988 року владою ухвалено нові репресивні укази про громадські збори і демонстрації «без дозволу», які були спрямовані проти українського католицького духовенства і світських активістів, накладаючи на них дуже великі штрафи й адміністративні покарання. Наприкінці 1988 радянська влада зреагувала на прагнення легалізувати Українську греко-католицьку церкву передачею більш ніж 700 дотепер закритих провінційних уніатських церков нашвидкоруч сформованим православним «двадцяткам» (тодішні положення визначали, що 20 віруючих можуть направити подання на реєстрацію релігійної громади) в першу чергу в місцевостях, де переважали греко-католики.
7 лютого 1989 делегація УГКЦ на чолі з Павлом Василиком відбула до Москви для переговорів, на яких зажадала від центральної влади СРСР визнання УГКЦ.
Очікувалося, що нові закони про свободу совісті, що мали вступити в силу, сприятимуть легалізації Української греко-католицької церкви. Але у травні 1989 року Київський митрополит Філарет оголосив на прес-конференції у Львові, в присутності голови Ради у справах релігій в Україні М.Колесника, що новий закон «не реанімує» уніатів, і запропонував, щоб українські греко-католики ходили до діючих римо-католицьких церков, а ті, хто тісно пов'язує себе зі східним обрядом, ходили до православних церков. Висловився також, що легалізація унаітської церкви може спровокувати зіткнення між православними та греко-католиками.

## Радикалізація руху за легалізацію УГКЦ

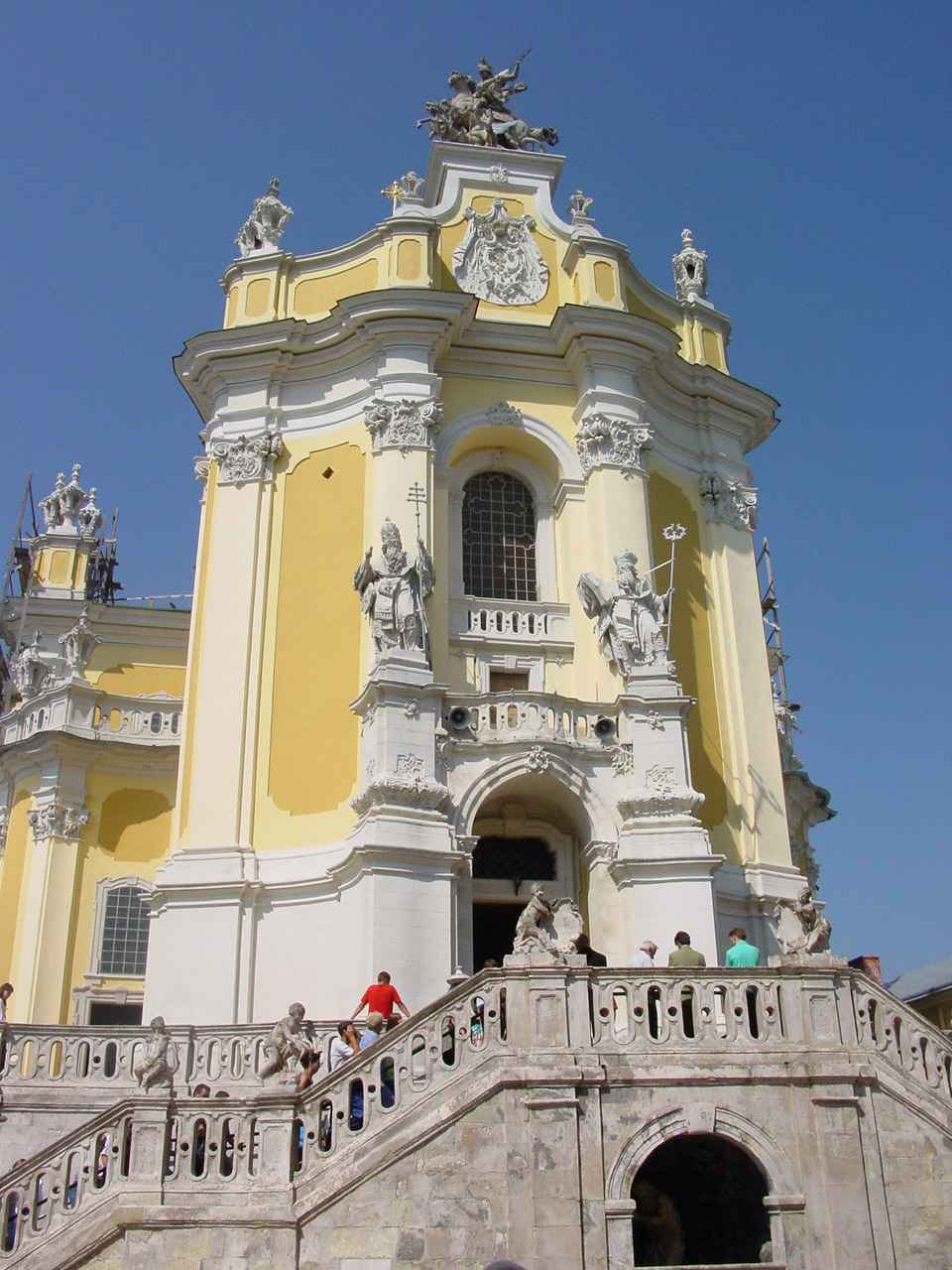
Собор св. Юра у Львові

У відповідь на заяву митрополита Філарета про те, що Українська Греко-Католицька Церква ніколи не буде легалізована, 4 єпископи та 10 священиків 16 травня 1989 подали звернення до Горбачова, в якому спростували 160 політичних звинувачень на адресу Церкви, декларували підтримку реформ Горбачова та вимагали легалізації УГКЦ.
16 травня 1989, напередодні З'їзду народних депутатів СРСР, в Москву знову прибула делегація в складі єпископів Павла Василика, Софрона Дмитерка, Филимона Курчаби, священиків Г. Сімкайла, В. Війтишина (нині митрополит Івано-Франківський), Т. Сеньківа (нині єпархіальний єпископ Стрийської єпархії), Ігора Возьняка (нині митрополит Львівський) та багатьох віруючих, щоб зустрітися з Президією Верховної Ради СРСР.
Після того, як представники влади 17 травня не з'явилися на призначену зустріч, єпископи й священики у Москві почали голодування, яке привернуло увагу іноземних телевізійних медіа і потрапило на перші шпальти газет. 18 травня делегацію прийняв представник Президії ВР СРСР, якому передали звернення до М.Горбачова. Після від'їзду делегації, різні групи греко-католиків по черзі проводили голодування протягом 4 місяців. Ці голодування супроводжувалися публічними молитвами та агітацією українських делегатів З'їзду народних депутатів СРСР, 4 з яких безуспішно намагалися підняти питання легалізації УГКЦ на сесіях Ради. Діяльність українських греко-католиків в Москві привернула увагу не лише міжнародної громадськості, але й отримала підтримку російських православних дисидентів і демократичних кіл. Але найбільшим досягнення голодувальників у Москві стало прихильне висвітлення подій реформаторською газетою «Московские новости». Уперше газета мала сумнів щодо офіційної радянської версії про «об'єднання уніатів» і звинуватила Російську Православну Церкву в підтримці репресивних методів Сталіна щодо прихильників Греко-Католицької Церкви.
Легалізація Української Греко-Католицької Церкви могла серйозно підірвати позиції Російської Православної Церкви в Західній Україні, тому Московський патріархат і партійний апарат Володимира Щербицького рішуче виступали проти цього. У травні-червні 1989 справа Уніатської церкви призвела до розколу в лавах радянських політиків, затримуючи прийняття довгоочікуваного «Закону про свободу совісті». А також спричинила до того, що Ю.Христораднов замінив К.Харчева на посаді голови Ради в справах релігій СРСР. Ю. Кашлєв, очільник радянської делегації на Віденській конференції висловив думку, що кожне віросповідання має право на реєстрацію. У дискусіях про Греко-католицьку церкву проблема, що дотепер визнавалася внутрішньою справою Православної церкви була перенесена в сферу відповідальності держави. Кашлєв також підкреслив, що питання уніатів повинно бути якнайшвидше розв'язане.
Основною подією, що змогла послабити спротив легалізаіції Греко-католицької церкви, стала безпрецедентна демонстрація 17 вересня 1989 у Львові, у якій, за офіційними даними, взяли участь близько 100 тисяч прихильників Греко-католицької церкви. Великі демонстрації проходили і в інших містах Західної України. Рух за легалізацію, очолюваний Іваном Гелем, був підсилений українською міською інтелігенцією, що організовувалася в різних неформальних товариствах, в тому числі у Народному русі України за перебудову.
20 вересня Щербицький i Чебриков Віктор Михайлович були виведені з Політбюро ЦК КПРС, а 28 вересня Щербицького на посаді 1-го секретаря КПУ замінив Володимир Івашко. Таким чином з верхівки КПУ були усунуті прихильники попереднього курсу стосовно УГКЦ. Пленум ЦК КПУ, що відбувся 18 жовтня, віддзеркалив поглиблення непевності ЦК щодо майбутнього статусу Української Греко-Католицької Церкви.
На тлі посилення напруження парафія святих Петра і Павла Російської Православної Церкви у Львові 19 серпня 1989 оголосила себе частиною Української Автокефальної Православної Церкви (УАПЦ). Невдовзі ще дві львівські парафії зробили те саме, а згодом ці кроки повторили кількасот парафій в усій Галичині. Влада спочатку наклала на них адміністративні санкції, але пізніше їх скасувала, прагнучи уникнути конфронтації з парафіями та місцевими осередками НРУ, які поширили свій вплив на УАПЦ. Не виключено, що радянські урядовці в прихильниках автокефалії вбачали «менше зло», ніж в уніатах. Можливо, влада сподівалася на конфлікт між уніатами та прихильниками автокефалії, що в мало би поділити зсередини український національний рух.
22 жовтня 1989 єпископ Російської Православної Церкви Іван Боднарчук (галичанин за походженням), який щойно полишив єпископську службу в Житомирі, прийняв провід над Автокефальною Церквою.
29 жовтня українські греко-католики під проводом молодого священика Ярослава Чухнія мирно зайняли одну з найбільших у Львові церкву Преображення Господнього. До повернення Собору святого Юра в серпні 1990, ця церква стала центром греко-католицизму в Галичині.
26 листопада, за тиждень до зустрічі Горбачова з папою Іваном Павлом II в Римі, у Львові відбулася демонстрація з вимогами повернення Собору святого Юра греко-католикам за участі понад 100 тис. вірян УГКЦ.

## Часткове визнання Греко-Католицької Церкви
Апостольська Столиця постійно порушувала питання прав українських греко-католиків у численних контактах з Кремлем з моменту потепління радянсько-ватиканських стосунків на початку 1960-х років -— хоч і без належного відгуку. В червні 1988 р. Ватикан вкотре оголосив про своє прагнення леґалізації УГКЦ, коли делегація під проводом кардиналів Казаролі і Віллебрандса брала участь в урочистостях в Москві з нагоди 1000-ліття Хрещення Київської Русі.
Горбачов відповів на пропозиції Папи лише в серпні 1989. Було встановлено листування між Кремлем і Московським патріархатом з одного боку, та Апостольською Столицею — з іншого. Горбачов твердив, що це Ватикан і Московський патріархат повинні досягти консенсусу в греко-католицькому питанні. Згодом у листі Патріарха Пимена до Папи від 16 серпня 1989 було запропоноване рішення, неприйнятне для Ватикану: фактичну ліквідацію Греко-Католицької Церкви шляхом приєднання до Православної Церкви тих уніатів, які ставили східний обряд понад католицькі догми, і до Римо-Католицької Церкви -— тих, хто більше прихильний до католицизму.
Стратегія Москви полягала в отриманні користі від розбіжностей у Греко-Католицькій Церкві поміж її «східною» та «римською» орієнтаціями, нагромаджених непорозумінь між Ватиканом і автономним рухом в еміграційній УГКЦ, що виступав за призначення окремого патріарха для греко-католиків поза Україною. Компромісну формулу обговорили під час візиту в Москву секретаря Ватикану з міжнародних стосунків, архієпископа Анджело Содано в Москву 19-21 жовтня 1989 і його зустрічі з М.Горбачовим, міністром закордонних справ СРСР Е.Шеварнадзе і головою Ради у справах релігій Ю.Христорадновим. Ватикан отримав запевнення, що новий закон про свободу совісті та релігійні організації легалізує УГКЦ, але радянська сторона наполягала, щоб окремі аспекти легалізації були узгоджені Ватиканом, Кремлем і Московським патріархатом на засадах тісного екуменічного діалогу між Римо-Католицькою і Російською Православною церквами.
Сподівання Папи на визнання Української Греко-Католицької Церкви в СРСР знову пролунали в його відповіді на серпневий лист патріарха Пимена, представлений 1 листопада Святому Синодові кардиналом Віллебрандсом та його наступником на посаді голови Папської ради в справах сприяння християнської єдності, архієпископом E.Кассіді. Московський патріархат погодився тільки на те, що греко-католики мають право на легальне віросповідання. Питання їхнього допуску до душпастирських посад та інші нерозв'язані проблеми повинні бути залишені для майбутніх перемовин між Ватиканом і Патріархатом. Таким було фактично остаточне рішення Російської Православної Церкви, оголошене Папі в посланні патріарха Пимена, привезеного до Риму митрополитом Ювеналієм 27 листопада.
Зустріч Горбачова з Папою 1 грудня 1989 означила зближення між Ватиканом і Кремлем. Папа Римський вкотре виразив прагнення можливості вільного віросповідання для римо- і греко-католиків, а Горбачов запевнив Івана Павла II, що майбутній закон про свободу совісті дасть усім релігійну свободу. В підсумку досягнуто порозуміння щодо встановлення двосторонніх дипломатичних відносин, а Папа прийняв запрошення Горбачова відвідати СРСР. Стверджуючи, що відверта легалізація уніатської церкви спричинила би релігійному неспокій в Західній Україні і довела б до конфлікту з Московським патріархатом, Горбачов відмовився покласти на владу безпосередню відповідальність за вирішення проблеми УГКЦ, залишаючи ці питання для опрацювання на засадах екуменічного діалогу між Московським патріархатом і Ватиканом.
1 грудня 1989 радянське прес-агентство «Новости» і засоби масової інформації в Західній Україні стисло виклали «Декларацію Ради в справах релігій, скеровану до Ради Міністрів УРСР», датовану 20 листопада. Львівська преса назвала «Декларацію» фактичним визнанням прав досі забороненої Української Греко-Католицької Церкви. Але в Декларації стверджувалося, що греко-католики можуть користуватися всіма правами, передбаченими законом про реєстрацію товариств в УРСР за умови неухильного дотримання Конституції УРСР і законодавства в сфері вірувань. Всі культові споруди, самовільно захоплені вірянами УГКЦ, повинні бути повернуті місцевим владам. Надання цих будівель релігійним об'єднанням буде реалізоване згідно з волею самих вірян. «Декларація» передбачала проведення в разі необхідності місцевих референдумів за участю незалежних спостерігачів та застерігала від вчинення будь-якого впливу на вірян.
Водночас голова Ради УРСР у справах релігій М. П. Колесник пояснив, що Рада не розглядала канонічність структури та ієрархії Української Греко-Католицької Церкви, а лише право «групи вірян» на клопотання про державну реєстрацію (визнання) та можливість роздержавлення недіючих культових споруд. Не було мови ані про повернення церквам церковного майна та власності, націоналізованих державою, ані про анулювання рішення Львівського псевдособору 1946, формальну реабілітацію Церкви чи компенсацію завданих їй збитків.
Відповіддю українських греко-католиків на обіцянку легалізації було перебрання своїх колишніх церков від Російської Православної Церкви. До початку січня 1990 понад 120 церков були повернуті в Галичині. До кінця місяця це число зросло до 230 на терені Львівської та Тернопільської єпархій і 140 -— на території Івано-Франківської єпархії.
До червня 803 храми були перейняті греко-католиками в новоутворених (хоча в більшості своїй незареєстрованих) уніатських парафіях у Львівській єпархії, близько 500 -— в Івано-Франківській єпархії та 12 -— на Закарпатті. Близько 370 православних священиків перейшло до УГКЦ в Галичині. Це збільшило загальну кількість греко-католицьких священиків до 767 (включно з 186 ченцями). До червня в Галичині загалом утворено 1592 греко-католицькі парафії, перебрано 1303 храми. До новоутворених духовних семінарій прийнято 485 слухачів. Близько 700 сестер-черниць провадили активну діяльність в Греко-Католицькій Церкві в Західній Україні. Водночас близько 500 православних парафій перейшло до УАПЦ.
Масове перейняття греко-католиками їхніх колишніх храмів викликало хвилю протестів в колах Московського патріархату. Вони звинуватили уніатів у незаконному зайнятті храмів, погрозах православним вірянам і переслідуванні духовенства.
Зміна становища партійно-урядового апарату УРСР вплинула також на Російської Православну Церкву. В 1989 керівництво екзархату вважало за необхідне зробити ряд поступок стосовно української мови. В січні 1990 Український екзархат РПЦ отримав нову назву -— Українська Православна Церква (УПЦ). Після червня 1990 синод РПЦ виразив своє занепокоєння знищенням Церкви на користь уніатів та автокефальних «схизматиків» у Західній Україні, і спеціальна комісія Священного Синоду на чолі з новообраним московським Патріархом Алексієм II відвідала Україну.
У відповідь на проголошення Декларації про державний суверенітет України 16 липня Російська Православна Церква в жовтні гарантувала «самоврядування» Українській Православній Церкві, яка, проте, залишалася невід'ємною частиною Московського патріархату. Утворення УАПЦ — хоч в той час і обмеженої теренами Галичини — являла собою набагато більшу довгострокову загрозу для РПЦ, ніж відродження УГКЦ, бо автокефальна церква мала прихильників на традиційно православних територіях Східної України.
19 серпня Українська Греко-Католицька Церква повернула історичний собор Святого Юра у Львові, а 1 листопада -— і прилеглий до нього палац. У вересні 250 студентів розпочали навчання в архиєпархіальній семінарії в Рудному, ще 47 семінаристів навчалися в семінарії в Дрогобичі. В Івано-Франківську близько 300 студентів-теологів відвідували імпровізовані лекції. Василіани відкрили малу семінарію для 70 студентів і новіціат у Крехівському монастирі.
В умовах подальшого росту напруження між православними і греко-католиками 10 вересня 1990 в Москві знову зустрілися делегації Ватикану і Московського патріархату, згодом до них долучилися три греко-католицькі єпископи та їх православні партнери. Але 14 вересня російські православні делегати залишили переговори після того, як греко-католицька сторона одностайно відкинула їхню вимогу повернення тогочасних уніатських храмів у Львові та Івано-Франківську. Невдовзі тристороння міжконфесійна львівська окружна комісія розпалася, бо представники УПЦ і УАПЦ вийшли з неї скаржачись, що місцева влада симпатизує Греко-Католицькій Церкві при розподілі церковних храмів.
Восени 1990 р. глава Української Греко-Католицької Церкви кардинал Мирослав Любачівський заявив, що має намір відвідати вірян в Україні навесні 1991.